# Polissoir de Ferrière-Larçon
La polissoir de Ferrière-Larçon est un  polissoir néolithique initialement situé sur la commune française de Ferrière-Larçon dans le département d'Indre-et-Loire.

## Localisation
Alors qu'au début du XXe siècle ce polissoir se trouve dans une des maisons du bourg de Ferrière-Larçon, commune qui en est le propriétaire, il est ultérieurement déposé au musée de la Préhistoire du Grand-Pressigny.

## Description

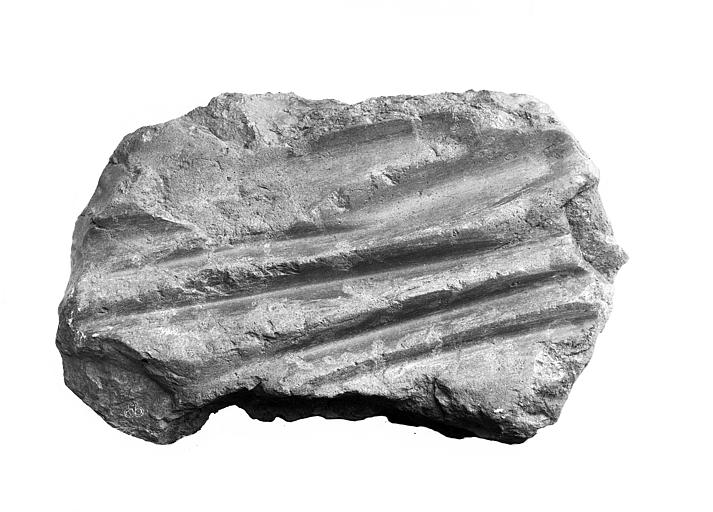
Dos.

Confectionné en silex, il mesure environ 45 × 35 cm pour un poids de 79 kg.
Il porte des rainures différemment orientées sur ses deux faces, dans le sens de la largeur côté face et dans le sens de la longueur au dos.
Le polissoir est classé au titre des monuments historiques par la liste de 1889.